# Fata Sokoła
Fata Sokoła – nieistniejąca już chatka studencka położona w miejscowości Zdów-Młyny w gminie Włodowice na Wyżynie Krakowsko-Częstochowskiej. Chatka była czynna sezonowo i dysponowała 20 miejscami noclegowymi w zimie oraz do 60 miejsc noclegowych latem. Jej właścicielem było Biuro Turystyki Aktywnej KOMPAS z Gdańska, a jej nazwa pochodziła od nazwiska obecnego dyrektora Biura, Macieja Sokołowskiego.
W pobliżu dawnej chatki przebiega  Szlak Orlich Gniazd na odcinku: Góra Janowskiego - Podzamcze - Karlin - Żerkowice - Morsko - Góra Zborów - Zdów-Młyny - Bobolice - Mirów - Niegowa.